# Hain Lübben

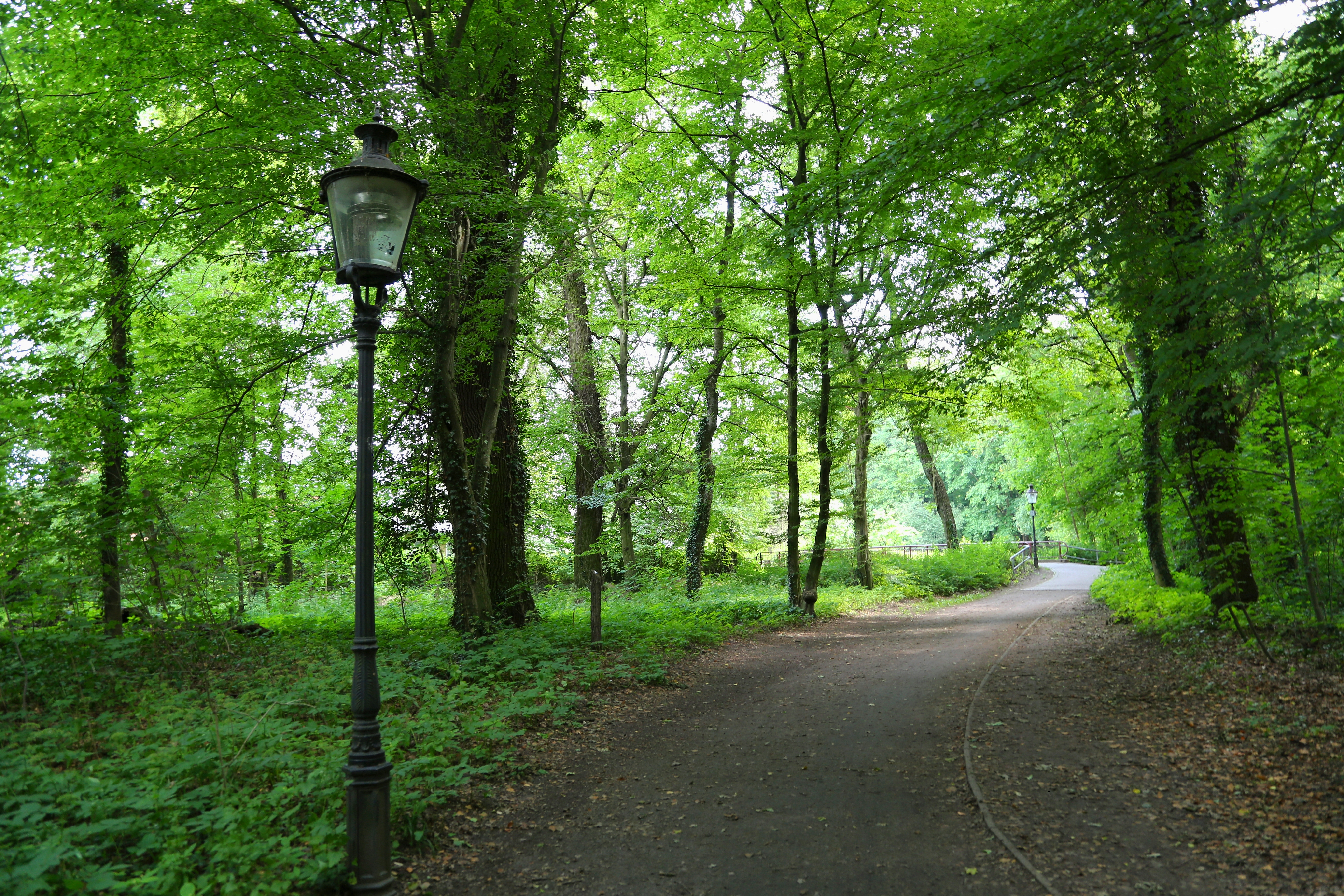
Naturschutzgebiet Hain Lübben (Juni 2013)

Das rund 18,3 ha große Naturschutzgebiet Hain Lübben liegt in der Stadt Lübben im Landkreis Dahme-Spreewald in Brandenburg und gehört zum Biosphärenreservat Spreewald. Am nordöstlichen Rand des Gebietes verläuft die B 115 und südöstlich die B 87. Durch das Gebiet hindurch fließt die Berste, ein linker Nebenfluss der Spree, die östlich des Gebietes fließt.

## Bedeutung
Das Gebiet mit der Kenn-Nummer 1284 wurde mit Verordnung vom 12. September 1990 unter Naturschutz gestellt. Es handelt sich um den Restbestand einer Hartholzaue mit Stieleichen und Hainbuchen von hoher ökologischer Wertigkeit inmitten der kompakten Stadtbebauung.
Die Parkanlage Hain mit Schleusen, Brücken, Denkmalen und Eingangstor zum alten Friedhof steht unter Denkmalschutz.